# Hradiště na Čertovce
Hradiště na Čertovce je pravěké hradiště u Vraného v okrese Kladno. Osídleno bylo v eneolitu příslušníky řivnáčské kultury a později také ve starší době bronzové. Archeologické stopy osídlení jsou od roku 1987 chráněny jako kulturní památka.

## Historie
Lokalitu objevil v roce 1950 Karel Žebera a prozkoumal ji Antonín Knor. Eneolitické opevněné sídliště bylo osídleno lidem řivnáčské kultury. Podobná sídliště se nacházela na Slánské hoře, na Homolce u Stehelčevsi a v Praze-Šárce. Předpokládá se proto, že uvedená sídliště tvořila nějaký organizačně správní systém řivnáčské kultury.

## Stavební podoba
Hradiště se nachází na pískovcovém ostrohu nad údolím Vranského potoka. Chránily je strmé svahy, které převyšují dno údolí o dvacet metrů. Přístupnou severní stranu zajistil příkop, za kterým stávalala palisáda doložená ve dvou stavebních fázích. Uprostřed palisády se nacházela brána. Archeologický výzkum odkryl tři zahloubené chaty s kůlovou konstrukcí a košatinovými stěnami, velké množství odpadu z nezdařeného výpalu keramiky a dva žárové popelnicové hroby. Pozůstatky kůlových staveb dokládají také osídlení v době pokročilé únětické kultury ve starší době bronzové. Při starších povrchových sběrech byly získány střepy vysokých štíhlých nádob a štípané nástroje z pazourku a oligocenních křemenců z Českého středohoří.
Druhé památkově chráněné sídliště řivnáčské kultury bez patrného opevnění se nacházelo na údolní hraně o 200 metrů dále na východ.